# Amazonas-Stachelratte
Die Amazonas-Stachelratte oder Ferreira-Stachelratte (Mesomys hispidus) ist ein im südamerikanischen Amazonasbecken verbreitetes Nagetier in der Familie der Stachelratten. Sie bildet zusammen mit drei anderen Arten die Gattung Mesomys.

## Taxonomie
Die unter diesem Taxon zusammengefassten Populationen könnten einen Artenkomplex darstellen, da große genetische und morphologische Variationen bekannt sind. Der französische Zoologe Anselme Gaëtan Desmarest gab in seiner Erstbeschreibung die Herkunft des Typusexemplars mit Amérique méridionale (hier in Bedeutung Südamerika) sehr grob an. Dieses präparierte Tier wurde ursprünglich vom portugiesischen Naturforscher Alexandre Rodrigues Ferreira bei einer Reise nach Brasilien gesammelt. Im Laufe einer Plünderung von Lissabon durch Napoleons Truppen gelangte das Exemplar zum Muséum national d’histoire naturelle in Paris. Eine molekularbiologische Untersuchung von 2003 hatte das Ergebnis, dass das Museumsexemplar sehr wahrscheinlich aus dem Bundesstaat Amapá im Norden Brasiliens stammt.

## Merkmale
Die Kopf-Rumpf-Länge beträgt in der Region Guyanas durchschnittlich 161 mm und im westlichen Teil des Verbreitungsgebiets 178 bis 186 mm. Das borstige bis stachlige Fell der Oberseite ist hell gelbbraun, wobei die Haarspitzen orange gefärbt sind. Auf dem Schwanz kommen zwischen den Schuppen einige schwarze Haare vor und am Schwanzende bilden längere Haare eine Quaste, die mit bis zu 25 mm langen Haaren kürzer als bei Mesomys occultus ist. Zusätzlich hat diese Art einen kürzeren knöchernen Teil der Schnauze (Rostrum). Der letzte obere Prämolar und die drei oberen Molaren pro Seite sind auf der Krone stark gefaltet. Der diploide Chromosomensatz enthält 60 Chromosomen (2n=60).

## Verbreitung und Lebensweise
Dieses Nagetier ist vom östlichen Ecuador, östlichen Peru, nördlichen Bolivien und südlichen Kolumbien über das südliche Venezuela bis in die Region Guyanas und das nordöstliche Brasilien verbreitet. Die Ferreira-Stachelratte erreicht in den Ausläufern der Anden 1000 Meter Höhe. Die Art bewohnt vorwiegend immergrüne Wälder sowie Wolken- und Nebelwälder. Aufgrund einer guten Anpassungsfähigkeit besucht sie Rodungsgebiete sowie Siedlungen und ruht dabei unter Dächern.
Weibchen können sich zu allen Jahreszeiten fortpflanzen. Ein Wurf enthält meist ein Neugeborenes und selten bis zu drei Nachkommen.

## Gefährdung
Es liegen keine Bedrohungen vor und die Amazonas-Stachelratte gilt als häufig auftretend. Die IUCN listet die Art als nicht gefährdet (least concern).